# Meatu (huyện)
Meatu là một huyện thuộc vùng Shinyanga, Tanzania. Thủ phủ của huyện Meatu đóng tại Mwanhuzi. Huyện Meatu có diện tích 8871 ki lô mét vuông. Đến thời điểm điều tra dân số ngày 25 tháng 8 năm 2002, huyện Meatu có dân số 248214 người.